# Candlestick Park
Der Candlestick Park war ein American-Football- und Baseball-Stadion in der US-amerikanischen Stadt San Francisco, Kalifornien.

## Geschichte
Das Stadion war von 1971 bis 2013 die Heimspielstätte des American-Football-Teams der San Francisco 49ers der NFL. Ursprünglich wurde es als Spielstätte der Baseballmannschaft San Francisco Giants der MLB gebaut, die hier von 1960 bis 1999 ihre Heimspiele austrugen. Im Jahr 2000 zogen die Giants in den für 357 Mio. US-Dollar gebauten AT&T Park um. Des Weiteren nutzte das NFL-Team der Oakland Raiders das Stadion für die Saison 1961. Von 2004 bis 2008 war das Stadion aufgrund verkaufter Namensrechte an die Monster Cable Products unter dem Namen Monster Park bekannt. Nachdem diese 2008 ausliefen, wurde wieder der ursprüngliche Name angenommen.
Nach der NFL-Saison 2013 zogen die 49ers ins neue Levi’s Stadium nach Santa Clara. Das Stadion wurde zum 15. August 2014 geschlossen. Der Abriss der 49ers-Heimat wurde vom 4. Februar bis zum 24. September 2015 vollzogen. An dessen Stelle werden ein Einkaufszentrum und Wohnungen gebaut.

## Trivia
Am 29. August 1966 gaben die Band The Beatles im Candlestick Park ihr letztes Konzert. Dabei konnten sie sich selbst nicht hören, litten unter dem Regen und anderen widrigen Bedingungen. Nach dem Konzert traten sie nie wieder vor größerem Publikum auf und konzentrierten sich auf die Studioarbeit. Das letzte Konzert im Candlestick Park wurde von Solist Paul McCartney am 14. August 2014 gegeben.

## Galerie

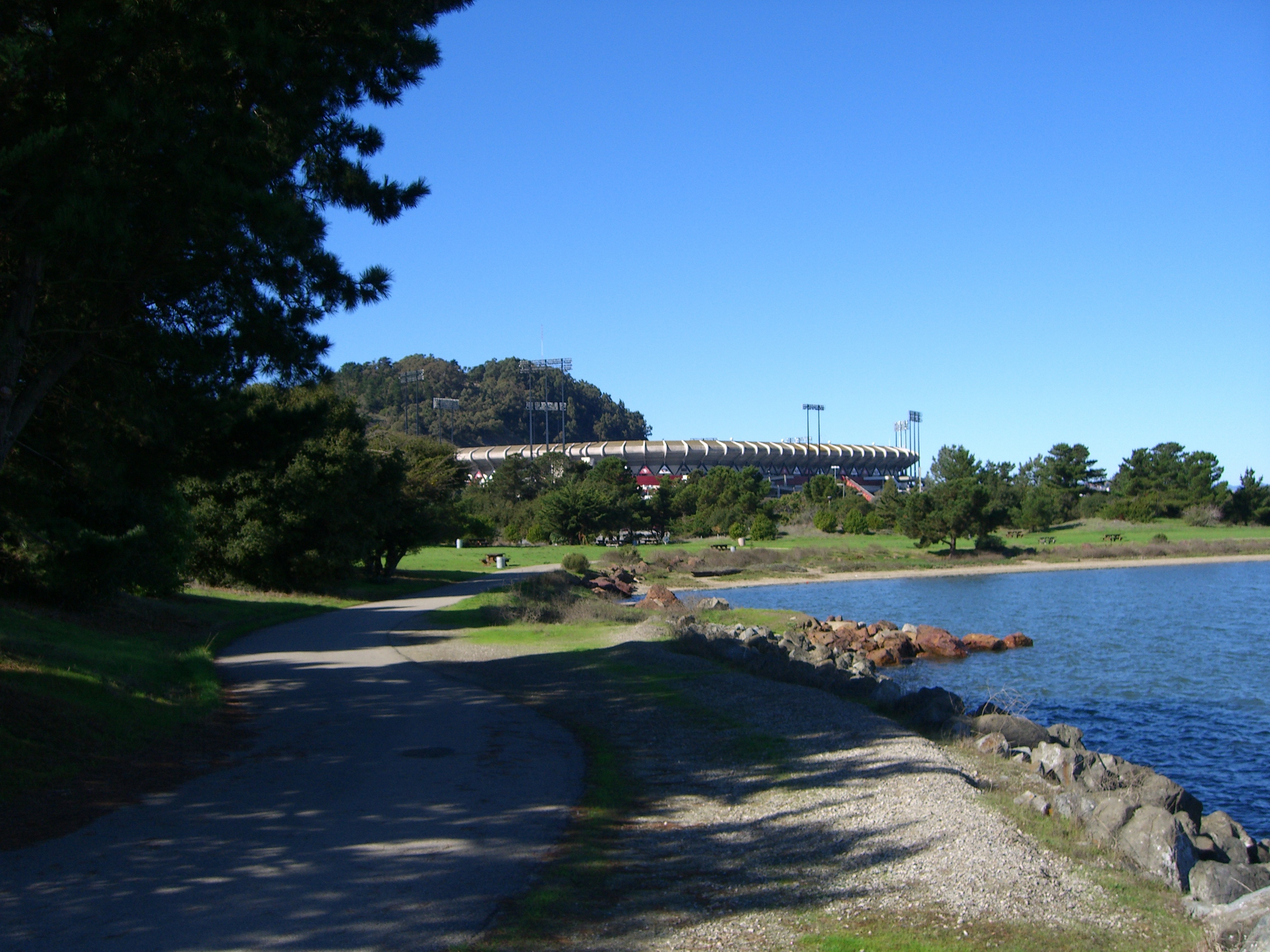
Das Stadion im Candlestick Point Park
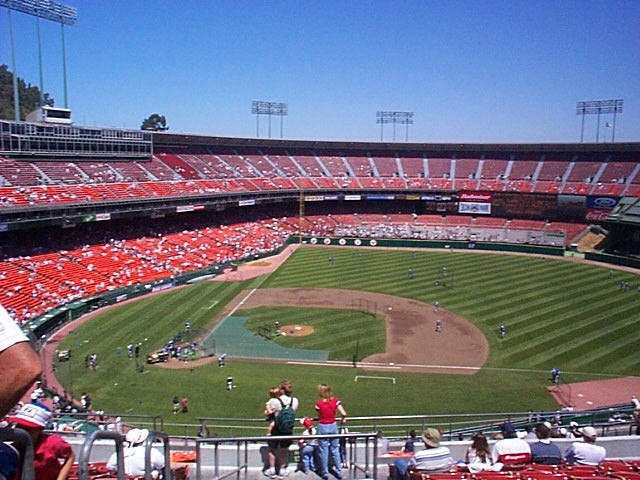
Spiel der Giants im Candlestick
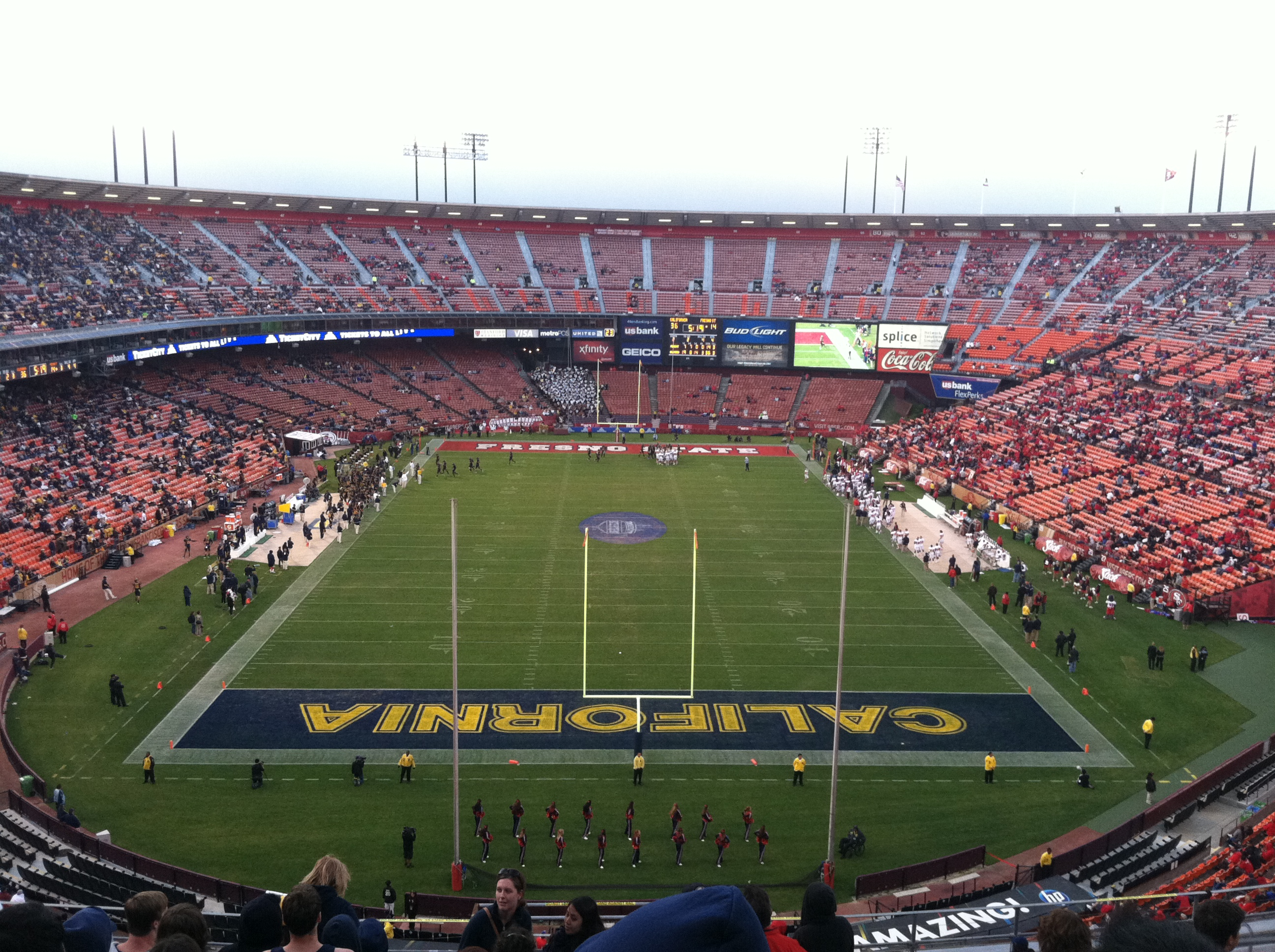
American-Football-Spiel in Candlestick
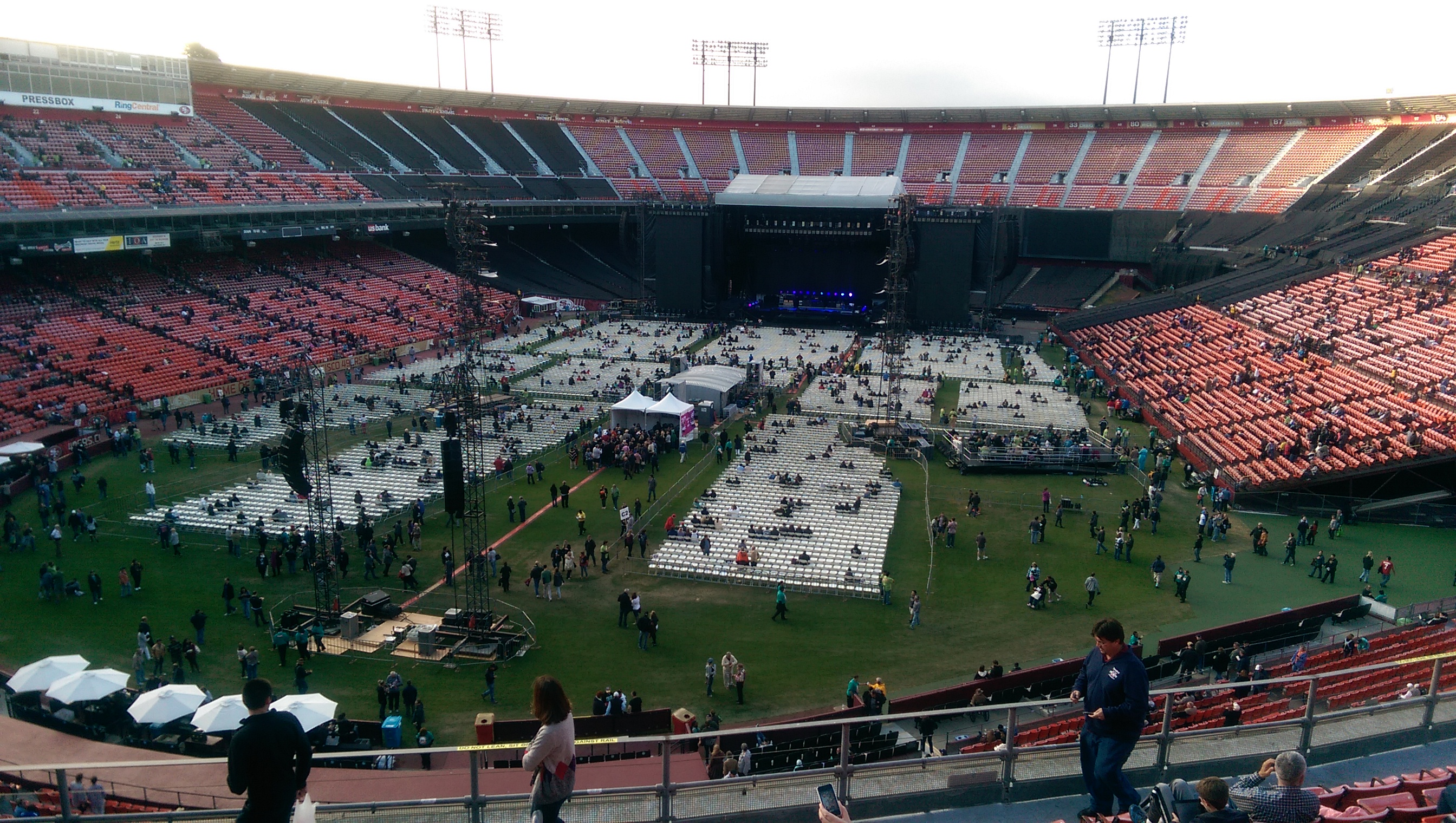
Der Candlestick vor einem Konzert von Paul McCartney